# George Pearce
George Pearce   (Mount Barker, 14 de gener de 1870 - Elwood, 24 de juny de 1952) va ser un polític, diplomàtic i fuster australià que va servir com a Senador per Austràlia Occidental de 1901 a 1938. Va començar la seva carrera al Partit Laborista, però va acabar formant part del Partit Laborista Nacional, al Partit Nacionalista i el Partit Austràlia Unida; va servir com a ministre del gabinet sota els primers ministres dels quatre partits i a la guerra dels Emús.